# Si tú no vuelves
Si tú no vuelves è un brano scritto da Miguel Bosé, Lanfranco Ferrario e Massimo Grilli contenuto nell''Album Bajo el Signo de Caín di Bosé e lanciato come singolo a partire dall'Italia dove arrivò alla posizione numero 2 della classifica.
Nel 2007 viene eseguito un remake assieme alla cantante Shakira contenuto nello Studio Album Papito.
Nel 2019 il singolo è stato pubblicato in una nuova versione con Ha*Ash come primo singolo dal secondo album dal vivo En vivo.

## La canzone
La canzone viene riscritta e riadattata in Italiano col titolo Se tu non torni nel 1994, sempre eseguita da Miguel Bosé.

## Tracce
1. Si Tú No Vuelves – 4:42
2. Lo Que Hay Es Lo Que Ves – 5:40
3. Bajo el signo de Caín (Instrumental) – 5:17

## Versione con Shakira
Nel 2007 viene eseguito un remake assieme alla cantante Shakira contenuto nello Studio Album Papito.

### La canzone
La canzone è lenta e melodica, raggiunge gradualmente un climax quando Shakira termina la canzone. È stato notato che Shakira non usa il suo tipico timbro di voce in tutta la canzone, ma è molto più leggera, quasi un sussurro. Stessa tecnica che ha usato anche in Oral Fixation 1 e 2.
Il brano in versione non dal vivo era già uscito come singolo da Miguel Bosé, Si tú no vuelves, nel 1992.

### Classifiche
| Classifica (2007) | Posizione massima |
| ----------------- | ----------------- |
| Italia            | 2                 |

## Versione con Ha*Ash
Il 6 dicembre 2019 il singolo è stato pubblicato in una nuova versione con Ha*Ash, pubblicato dalla Sony Music come primo singolo dal secondo album live En vivo. Il singolo ha visto la collaborazione del cantante Miguel Bosé. Il video è stato girato all'Auditorio Nacional, Città del Messico (Messico). È stato pubblicato su YouTube il 6 dicembre 2019.